# Li Duihong
Li Duihong (chinesisch 李对红; * 25. Januar 1970 in Daqing) ist eine ehemalige chinesische Sportschützin.

## Erfolge
Li Duihong nahm an den Olympischen Spielen 1992 in Barcelona und 1996 in Atlanta teil. 1992 ging sie lediglich im Wettbewerb mit der Sportpistole an den Start und schoss in der Qualifikation 586 Punkte, womit sie als Zweitplatzierte hinter Marina Logwinenko das Finale erreichte. In diesem gelang ihr zwar mit 94 Punkten nur das fünftbeste Ergebnis unter den acht Starterinnen, dennoch konnte sie den zweiten Platz hinter Logwinenko behaupten. Nur einen Punkt weniger hatte Munkhbayar Dorjsuren erzielt, die hinter Li Bronze gewann, während selbige die Silbermedaille erhielt. Vier Jahre später nahm sie sowohl mit der Sportpistole als auch im Wettbewerb mit der Luftpistole teil. Mit letzterer kam sie mit 379 Punkten nicht über den 15. Platz hinaus und verpasste damit das Finale. Mit der Sportpistole stellte sie mit 589 Punkten einen neuen Olympiarekord für die Qualifikationsrunde auf, sie zog mit drei Punkten Vorsprung ins Finale ein. Dort erzielte sie mit 98,9 Punkten nur das sechstbeste Resultat, da aber insbesondere die in der Qualifikation direkt hinter ihr platzierten Konkurrentinnen ihre Chancen nicht nutzten, blieb Li an der Spitzenposition und wurde vor Diana Jorgowa und Marina Logwinenko Olympiasiegerin.
Bei Weltmeisterschaften gewann sie 1990 in Moskau und 1994 in Mailand im Einzelwettbewerb mit der Kombinationspistole jeweils die Bronzemedaille, zudem sicherte sie sich 1990 auch mit der Mannschaft Bronze. 1994 wurde sie sowohl in der Mannschaftskonkurrenz mit der Kombinationspistole als auch mit der Luftpistole Weltmeisterin. Mit der Kombinationspistole wiederholte sie mit der Mannschaft diesen Erfolg nochmals 2002 in Lahti und 2006 in Zagreb. Auch kontinental sammelte Li zahlreiche Erfolge: 1991 wurde sie mit der Luftpistole in Peking Asienmeisterin. Bei Asienspielen gewann sie 1990 in Peking mit der Luftpistole die Silbermedaille in der Einzel- und die Goldmedaille in der Mannschaftskonkurrenz. Mit der Sportpistole sicherte sie sich in beiden Konkurrenzen den Titel. 1994 gewann sie in Hiroshima erneut in den Mannschaftswettbewerben mit der Luft- und der Sportpistole die Goldmedaille, während sie mit der Sportpistole im Einzel den dritten Platz belegte. 1998 in Bangkok und 2002 in Busan folgten weitere Goldmedaillengewinne im Mannschaftswettbewerb mit der Sportpistole.
Li Duihong Zwillingsschwester Li Shuanghong war ebenfalls als Sportschützin aktiv und wurde bei den Olympischen Spielen 1992 mit der Luftpistole Neunte. Li ist verheiratet.